# آبجوسازی آساهی

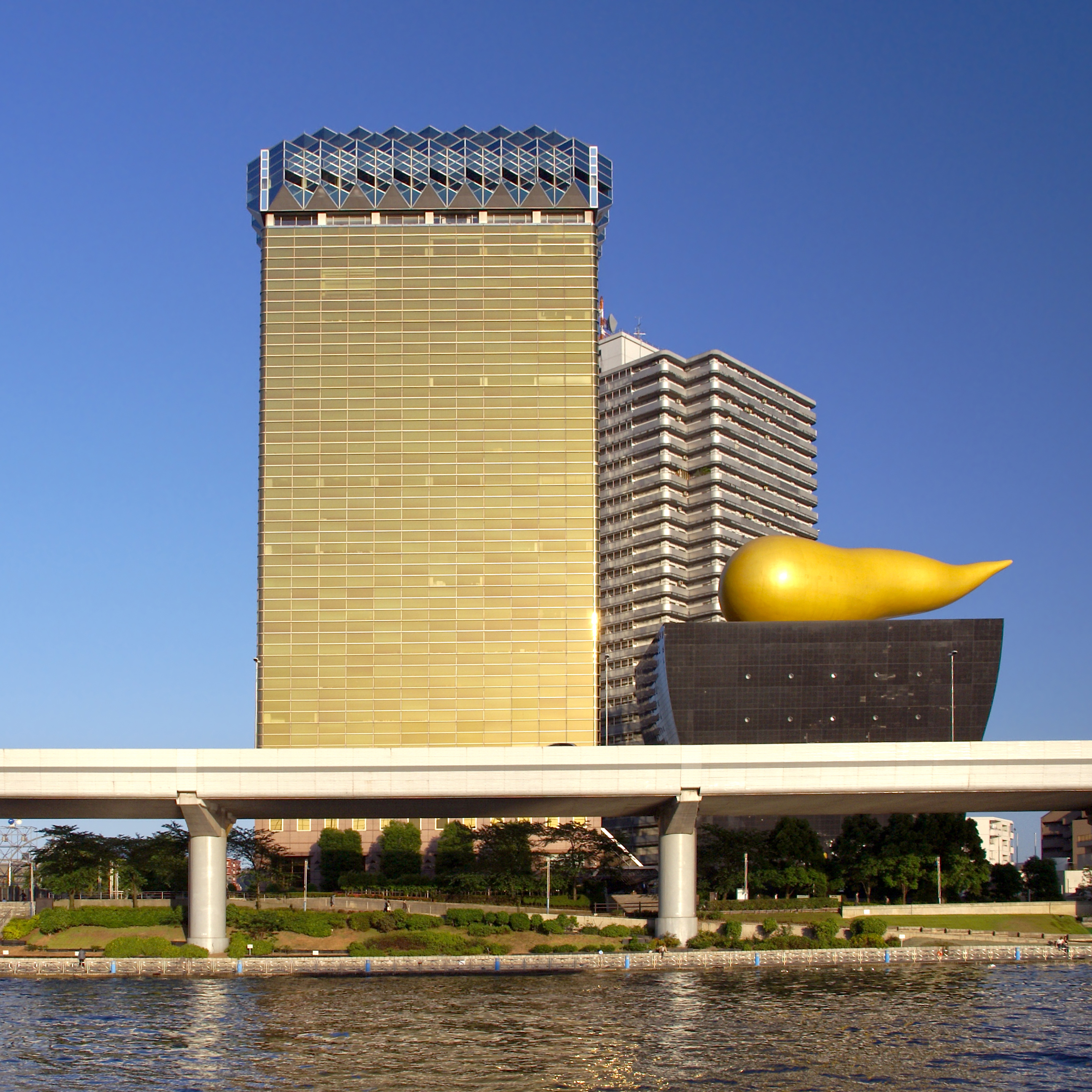
ساختمان آبجوی آساهی، دفتر مرکزی آبجوسازی آساهی

آبجوسازی آساهی (به ژاپنی: アサヒビール株式会社) شرکت نوشیدنی‌های الکلی ژاپنی است، که در زمینه تولید آبجو، نوشابه، ویسکی و نیز مواد غذایی فعالیت می‌کند.
شرکت آبجوسازی آساهی در سال ۱۸۸۹ در شهر اوساکا تأسیس شد و در حال حاضر با در اختیار داشتن ۴۰ درصد از بازار فروش آبجو ژاپن، دومین کارخانه آبجوسازی این کشور به‌شمار می‌آید.
دفتر مرکزی این شرکت در ساختمان آبجوی آساهی، در سومیدا، توکیو قرار دارد و بخشی از سهام آن در بازار بورس توکیو معامله می‌شود.